# Harold Hofstra
Harold Hofstra (Den Helder, 1977) is een Nederlandse ambtenaar en politicus van de ChristenUnie. Sinds 28 maart 2018 is hij lid van de Gedeputeerde Staten van Flevoland.

## Biografie

### Opleiding en loopbaan
Hofstra is geboren en getogen in Den Helder waar hij zijn middelbare schoolopleiding volgde. Hierna studeerde hij van 1997 tot 2001 bestuurskunde aan de Thorbecke Academie en van 2002 tot 2005 bestuurskunde aan de Universiteit Leiden. In 2010 volgde hij een postdoctorale opleiding strategie en visie aan de Bestuursacademie Zuid-Nederland. Van 2001 tot 2018 was hij werkzaam als ambtenaar in de gemeenten Heemskerk en Lelystad.

### Politieke werkzaamheden
Van 2015 tot 2018 was Hofstra namens ChristenUnie lid van de Provinciale Staten van Flevoland, vanaf 2016 tot zijn aantreden als gedeputeerde in 2018 was hij daar fractievoorzitter. In 2017 stond Hofstra op plek 24 van de kandidatenlijst van de ChristenUnie voor de Tweede Kamerverkiezingen. In 2019 en 2023 was Hofstra provinciaal lijsttrekker voor de ChristenUnie.
Sinds 2018 is hij namens ChristenUnie lid van de Gedeputeerde Staten van Flevoland. Hij hield zich in de eerste bestuursperiode onder meer bezig met het dossier Oostvaardersplassen waarvoor in juli 2018 het nieuwe beheerbeleid in de Oostvaardersplassen werd vastgesteld. Na de Provinciale Statenverkiezingen van maart 2019 keerde Hofstra terug in het college van Gedeputeerde Staten. Sinds 2019 heeft hij in zijn portefeuille Natuur, Vitaal Platteland, Water, Financiën en Sport en is hij als coördinerend portefeuillehouder verantwoordelijk voor de provinciale stikstofaanpak.
In 2023 sloot Hofstra een coalitie in Flevoland met BBB, VVD, SGP en de PVV. Vooral de samenwerking met de PVV leverde hem vanuit zijn partij felle kritiek op. ChristenUnie-voorzitter Ankie van Tatenhove noemde de samenwerking 'ongeloofwaardig', er kwam veel kritiek vanuit de lokale afdelingen en leden in Flevoland, en jongerenorganisatie PerspectieF noemde de samenwerking zelfs 'een ernstige vorm van maatschappelijke slijtage'.

### Nevenwerkzaamheden
Sinds 2019 is Hofstra bestuurslid  van de Landelijke Bestuurdersvereniging ChristenUnie. Voortvloeiend uit zijn functie is hij tevens lid van de Bestuurlijke adviescommissie vitaal platteland en van de Bestuurlijke adviescommissie financiën van het Interprovinciaal Overleg (IPO).

### Persoonlijk
Hij is getrouwd en heeft drie kinderen en is lid van de Nederlands Hervormde Kerk.